# スペングラーカップ

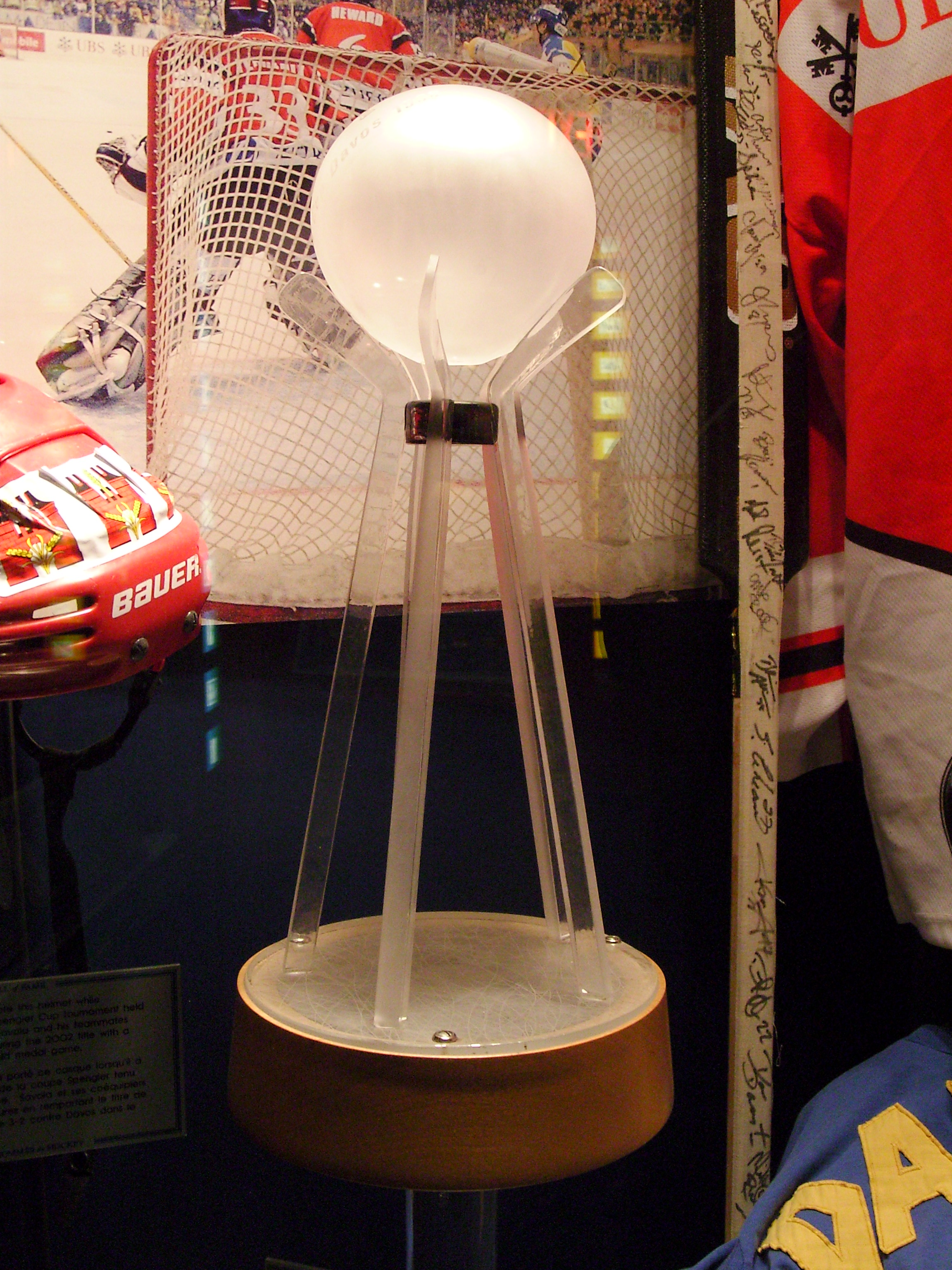
ホッケーの殿堂に展示されているスペングラーカップ

シュペングラーカップ（Spengler Cup）は、年末にスイスのダボスで開催されるアイスホッケーの国際大会。

## 歴史
1923年に初めて開催され、ホストチームのHCダボスやカナダ代表、アメリカ合衆国代表、KHLチーム、NCAAチーム、ジュニアチームなどが参加している。1971年には札幌オリンピック強化試合のため日本代表も参加した。2020・21年は新型コロナ禍の影響で中止。特に21年はオミクロン株余波の影響である。
大会は6日間で8万人を動員している。

## 歴代優勝チーム
- 1923年：オックスフォード大学
- 1924年：ベルリナーSC
- 1925年：オックスフォード大学
- 1926年：ベルリナーSC
- 1927年：HCダボス
- 1928年：ベルリナーSC
- 1929年：LTCプラハ
- 1930年：LTCプラハ
- 1931年：オックスフォード大学
- 1932年：LTCプラハ・オックスフォード大（引分両チーム優勝）
- 1933年：HCダボス
- 1934年：Diavoli Rossoneri Mailand
- 1935年：Diavoli Rossoneri Mailand
- 1936年：HCダボス
- 1937年：LTCプラハ
- 1938年：HCダボス
- 1941年：HCダボス
- 1942年：HCダボス
- 1943年：HCダボス
- 1944年：チューリッヒSC
- 1945年：チューリッヒSC
- 1946年：LTCプラハ
- 1947年：LTCプラハ
- 1948年：LTCプラハ
- 1950年：Diavoli Rossoneri Milano
- 1951年：HCダボス
- 1952年：チューリッヒSC
- 1953年：HCミラノ・インテル
- 1954年：HCミラノ・インテル
- 1955年：レッドスター・ブルノ
- 1957年：HCダボス
- 1958年：HCダボス
- 1959年：ACBB
- 1960年：ACBB
- 1961年：ACBB
- 1962年：HCスパルタ・プラハ
- 1963年：HCスパルタ・プラハ
- 1964年：EVフュッセン
- 1965年：ドクラ・イフラバ
- 1966年：ドクラ・イフラバ
- 1967年：ロコモティフ・モスクワ
- 1968年：ドクラ・イフラバ
- 1969年：ロコモティフ・モスクワ
- 1970年：SKAレニングラード
- 1971年：SKAレニングラード
- 1972年：HCスロバン・ブラチスラヴァ
- 1973年：HCスロバン・ブラチスラヴァ
- 1974年：HCスロバン・ブラチスラヴァ
- 1975年： チェコスロバキア
- 1976年： ソビエト連邦 Bチーム
- 1977年：SKAレニングラード
- 1978年：ドクラ・イフラバ
- 1979年：PHCクルリア・ソベトフ
- 1980年：スパルタク・モスクワ
- 1981年：スパルタク・モスクワ
- 1982年：ドクラ・イフラバ
- 1983年：ディナモ・モスクワ
- 1984年： カナダ
- 1985年：スパルタク・モスクワ
- 1986年： カナダ
- 1987年： カナダ
- 1988年： アメリカ合衆国選抜
- 1989年：スパルタク・モスクワ
- 1990年：スパルタク・モスクワ
- 1991年：CSKAモスクワ
- 1992年： カナダ
- 1993年：Färjestads BK
- 1994年：Färjestads BK
- 1995年： カナダ
- 1996年： カナダ
- 1997年： カナダ
- 1998年： カナダ
- 1999年：ケルナー・ハイエ
- 2000年：HCダボス
- 2001年：HCダボス
- 2002年： カナダ
- 2003年： カナダ
- 2004年：HCダボス
- 2005年：メタルルグ・マグニトゴルスク
- 2006年：HCダボス
- 2007年： カナダ
- 2008年：HCディナモ・モスクワ
- 2009年：HCディナモ・ミンスク
- 2010年：SKAサンクトペテルブルク
- 2011年：HCダボス
- 2012年： カナダ
- 2013年：ジュネーブ・セルヴェット
- 2014年：ジュネーブ・セルヴェット
- 2015年： カナダ
- 2016年： カナダ
- 2017年： カナダ
- 2018年：カルパ
- 2019年： カナダ
- 2022年：HCアンブリ＝ピオッタ
- 2023年：HCダボス
- 2024年：HCフリブール＝ゴッテロン